# Peter Martin Musikuwa
Peter Martin Musikuwa (* 3. April 1952 in Kalimtulo, Malawi) ist ein römisch-katholischer Geistlicher und Bischof von Chikwawa.

## Leben
Peter Martin Musikuwa empfing am 12. Juli 1982 das Sakrament der Priesterweihe für das Erzbistum Blantyre.
Am 16. April 2003 ernannte ihn Papst Johannes Paul II. zum Bischof von Chikwawa. Der Apostolische Nuntius in Malawi, Orlando Antonini, spendete ihm am 28. Juni desselben Jahres die Bischofsweihe; Mitkonsekratoren waren der Erzbischof von Blantyre, Tarcisius Gervazio Ziyaye, und der Bischof von Lilongwe, Felix Eugenio Mkhori.